# Leptembia erythreae
Leptembia erythreae är en insektsart som beskrevs av Ross 2006. Leptembia erythreae ingår i släktet Leptembia och familjen Embiidae. Inga underarter finns listade i Catalogue of Life.